# ダルブー導関数
- 数学 > 幾何学、群論 > リー群 > ダルブー導関数
- 数学 > 解析学 > 微分積分学の基本定理 > ダルブー導関数

ダルブー導関数（英: Darboux derivative）とは、リー群に値を取る関数に対する導関数概念であり、（意味のある）「微分積分学の基本定理」の概念を定式化できる。

以下本項では特に断りがない限り、単に「関数」、「多様体」等といった場合はすべてC∞級のものをあらわすとする。

## 動機
文献を参考にダルブー導関数を定義する動機を述べる。実数体上の関数{\displaystyle f~:~\mathbb {R} \to \mathbb {R} }の導関数{\displaystyle f'}はfそれ自身と同じく{\displaystyle \mathbb {R} }から{\displaystyle \mathbb {R} }への関数なので、{\displaystyle f'}からfを求める問題、すなわち
与えられた関数{\displaystyle g~:~\mathbb {R} \to \mathbb {R} }に対し、{\displaystyle f'=g}となる関数{\displaystyle f~:~\mathbb {R} \to \mathbb {R} }を求めよ
という問題は意味を持ち、微分積分学の基本定理を使って解を求める事ができる。

それに対し、多様体から多様体への写像{\displaystyle f~:~M\to N}に対し、導関数{\displaystyle f_{*}~:~TM\to TN}からfを求める問題は自明なものになってしまう。
なぜなら{\displaystyle f_{*}}の定義式の中にfそれ自身の情報が「埋め込まれて」おり、接ベクトル{\displaystyle v_{P}\in T_{P}M}の{\displaystyle f_{*}}による像{\displaystyle f_{*}(v_{P})}は{\displaystyle T_{f(P)}N}の元であるので、{\displaystyle f_{*}(v_{P})}がどの点の接ベクトルなのかを調べる事でPの像{\displaystyle f(P)}が再現できてしまうからである。
実数体上の関数{\displaystyle f~:~\mathbb {R} \to \mathbb {R} }に対してこの問題が意味を持つのは{\displaystyle f_{*}~:~TM\to TN}によるvPの像{\displaystyle f_{*}(v_{P})}を原点{\displaystyle 0\in \mathbb {R} }まで移動したものを導関数{\displaystyle f'}としているので、fそれ自身の情報が消し去られているからである。

ダルブー導関数は、fの値域がリー群である場合に、実数体の場合と同様{\displaystyle f_{*}}の像を単位元{\displaystyle e\in G}まで移動する事で、{\displaystyle f_{*}}に埋め込まれているfの情報を消し去った導関数概念である。すなわち、
{\displaystyle f~:~M\to G}
を多様体Mからリー群Gへの写像とするとき、fの導関数{\displaystyle f_{*}~:~TM\to TG}による像にGの元をかける事で{\displaystyle f_{*}}の像が単位元eにおける接ベクトル空間{\displaystyle T_{e}G}（これはGのリー代数{\displaystyle {\mathfrak {g}}}に等しい）に移動したものを
{\displaystyle \omega _{f}~:~TM\to {\mathfrak {g}}}

と書き、fのダルブー導関数と呼ぶ。ダルブー導関数では{\displaystyle f_{*}(v_{P})}を{\displaystyle {\mathfrak {g}}=T_{e}G}に移動する事でfの情報を消し去っているので、
与えられた{\displaystyle \omega ~:~M\to {\mathfrak {g}}}に対し、{\displaystyle \omega _{f}=\omega }となる関数{\displaystyle f~:~M\to G}を求めよ
という問題は非自明である。Mとωが十分性質がよければ上記の問題は解を持つ事が知られており、これはダルブー導関数に対する「微分積分学の基本定理」であると解釈できる。

## 準備
ダルブー導関数について述べるための準備として、モーレー・カルタン形式を導入する。
定義 (モーレー・カルタン形式) ― Gをリー群とし、{\displaystyle {\mathfrak {g}}}をそのリー代数とするとき、Gの各点gに対しG上の{\displaystyle {\mathfrak {g}}}値1-形式{\displaystyle \omega ^{G}{}_{g}}を
{\displaystyle \omega ^{G}{}_{g}~:v\in ~T_{g}G\mapsto L_{g^{-1}}{}_{*}(v)\in {\mathfrak {g}}}
により定義し、ωGgをGのgにおけるモーレー・カルタン形式という。
ここで{\displaystyle L_{g^{-1}}{}_{*}}は群の左作用{\displaystyle L_{g^{-1}}~:~h\in G~~\mapsto g^{-1}h}が誘導する写像である。
モーレー・カルタン形式は以下を満たす：
定理 ― 　
- {\displaystyle (R_{g})^{*}\omega ^{G}=\mathrm {Ad} (g^{-1})\omega ^{G}}
- {\displaystyle d\omega ^{G}+{1 \over 2}[\omega ^{G},\omega ^{G}]=0}

ここで{\displaystyle [\cdot ,\cdot ]}は{\displaystyle {\mathfrak {g}}}上のリー括弧であり、{\displaystyle {\mathfrak {g}}}-値1-形式α、βに対し、{\displaystyle [\alpha ,\beta ](X,Y):=[\alpha (X),\beta (Y)]-[\alpha (Y),\beta (X)]}である。
上記の2式のうち下のものをモーレー・カルタンの方程式（英: Maurer-Cartan equation）、もしくはリー群Gの構造方程式（英: structure equation）という。

## 定義
本節ではダルブー導関数を具体的に定式化する。
すでに述べたように{\displaystyle f~:~M\to G}のダルブー導関数とは、{\displaystyle f_{*}~:~TM\to TG}の像を群の元をかけることで{\displaystyle {\mathfrak {g}}=T_{e}G}まで移動したものである。具体的には{\displaystyle P\in M}、{\displaystyle v_{P}\in T_{P}M}に対し、{\displaystyle f_{*}(v_{P})}は{\displaystyle T_{f(P)}G}の元なので、{\displaystyle f(P)^{-1}}を左からかける演算{\displaystyle L_{f(P)^{-1}}}の導関数{\displaystyle L_{f(P)^{-1}}{}_{*}}を作用させた
{\displaystyle \omega _{f}|_{P}:=L_{f(P)^{-1}}{}_{*}(f_{*}(v_{P}))}
がfのダルブー導関数である。この事実とモーレー・カルタン形式の定義を照らし合わせる事で、ダルブー導関数を以下のように定式化できる事がわかる：
定義 (ダルブー導関数) ― 
{\displaystyle f~:~M\to G}の（左）ダルブー導関数（英: (left) Darboux derivative）とはM上の{\displaystyle {\mathfrak {g}}}-値1-形式
{\displaystyle \omega _{f}:=f^{*}(\omega ^{G})}
の事である。
モーレー・カルタン形式が構造方程式を満たすことから、以下が成立する事がわかる：
定理 ― ダルブー導関数は以下を満たす：
{\displaystyle d\omega _{f}+{1 \over 2}[\omega _{f},\omega _{f}]=0}

## 微分積分学の基本定理
本節の目標はωをダルブー導関数に持つ関数が存在する条件を記述する事である。
そのための準備として、まず「発展」という概念と「モノドロミー」という概念を定義する。

### 発展
fの定義域が区間{\displaystyle I=[a,b]}の場合は、「微分積分学の基本定理」が成り立つ：
定理 ― ωを区間{\displaystyle I=[a,b]}上の{\displaystyle {\mathfrak {g}}}-値1-形式とし、gをGの元とする。このとき、関数{\displaystyle f~:~I\to G}で
{\displaystyle \omega _{f}=\omega }、{\displaystyle f(a)=g}
を満たすものが一意に存在する。
上記の定理を多様体M上の曲線に対して用いる事で以下の定義が得られる：
定理・定義 (曲線の発展) ― ωを多様体M上の{\displaystyle {\mathfrak {g}}}-値1-形式とし、{\displaystyle c~:~[a,b]\to M}をM上の曲線とし、gをGの元とし、{\displaystyle c^{*}(\omega )}をωのcによる{\displaystyle [a,b]}への引き戻しとする。このとき、{\displaystyle {\tilde {c}}~:~I\to G}で
{\displaystyle \omega _{\tilde {c}}=c^{*}(\omega )}、{\displaystyle {\tilde {c}}(a)=g}
を満たすものが存在する。
{\displaystyle {\tilde {c}}}をgからのcに沿ったωの発展（英: development of ω along c starting at g）という。

### モノドロミー
ωが構造方程式を満たせば、発展の終点はホモトピー不変である：
定理 ― ωを多様体M上の{\displaystyle {\mathfrak {g}}}-値1-形式で
{\displaystyle d\omega +{1 \over 2}[\omega ,\omega ]=0}
を満たすものとする。さらに{\displaystyle c_{0},c_{1}~:~[a,b]\to M}をM上の2つの曲線でc0の始点、終点がそれぞれc1の始点、終点に一致するものとし、さらにgを元Gの元とする。
このとき、c0とc1が（始点と終点を固定した）ホモトープであれば、c0のgからの発展{\displaystyle {\tilde {c}}_{0}~:~I\to G}の終点とc1のgからの発展{\displaystyle {\tilde {c}}_{1}~:~I\to G}の終点は等しい。
よってMの点P0におけるMの基本群{\displaystyle \pi _{1}(M,P_{0})}を考えると、{\displaystyle [c]\in \pi _{1}(M,P_{0})}にcの発展{\displaystyle {\tilde {c}}}の終点{\displaystyle \in G}を対応させる写像は代表元cの取り方によらずwell-definedである。
定理・定義 (モノドロミー) ― 記号を上述のように取るとき、写像
{\displaystyle \Phi _{\omega }~:~[c]\in \pi _{1}(M,P_{0})\mapsto (}単位元eからの{\displaystyle c}の発展{\displaystyle {\tilde {c}}}の終点){\displaystyle \in G}
は準同型になる。{\displaystyle \Phi _{\omega }}をωのモノドロミー表現（英: monodromy representation）といい、Gの部分群{\displaystyle \Phi _{\omega }(\pi _{1}(M,P_{0}))\subset G}をモノドロミー群（英: monodromy group）もしくは周期群（英: period group）という。

### 定理の記述
モノドロミーを用いると、ωをダルブー導関数に持つ関数が存在する必要十分条件を特徴づける事ができる：
定理 (微分積分学の基本定理（英: Fundamental theorem of calculus）) ― Gをリー群とし、{\displaystyle {\mathfrak {g}}}をGのリー代数とし、Mを多様体とし、ωをM上の{\displaystyle {\mathfrak {g}}}-値1-形式とする。このとき、ダルブー導関数{\displaystyle \omega _{f}}がωと一致する関数{\displaystyle f~:~M\to G}が存在する必要十分条件は、以下の２条件が成立する事である：
- {\displaystyle d\omega +{1 \over 2}[\omega ,\omega ]=0}
- モノドロミー群{\displaystyle \Phi _{\omega }(\pi _{1}(M,P_{0}))\subset G}は単位元のみからなる群{\displaystyle \{e\}}である。

定理 (解の実質的な一意性) ― 記号を上の定理と同様に取る。このとき、ダルブー導関数{\displaystyle \omega _{f}}がωと一致する関数2つが存在すれば、それらの関数f1、f2は、ある{\displaystyle g\in G}が存在して
{\displaystyle \forall P\in M~:~f_{1}(P)=gf_{2}(P)}
を満たす。